# El taller del orfebre (álbum)
El taller del orfebre es un álbum compilado de varios artistas publicado en Venezuela con motivo de la visita del Papa Juan Pablo II en enero de 1985 a este país.
Participan en él varios cantantes venezolanos, algunos de ellos desconocidos para ese momento. Tal es el caso de Antonietta y Karina entre otros, que hicieron su presentación debut en este álbum y posteriormente, publicando sus propias producciones musicales.

## Datos del álbum
- Arreglos y producción a cargo de Carlos M. Montenegro.
- Letra y música de todos los temas: George Gordon y Roberto Girón.
- Arreglos y dirección: Rene de Coupaud.
- Grabado y Mezclado en Estudio Audio Uno, Caracas-Venezuela entre noviembre y diciembre de 1984.
- Ingeniero de Sonido: Nucho Bellomo.
- Ingeniero de grabación y asistente de producción: Nucho Bellomo.
- Fotografía: Ramón Bassols.
- Diseño gráfico: Mercedez H. Anglade Z.
- Hecho en Venezuela por Rodven Discos y distribuido por Sono-Rodven.

La edición en formato de CD incluyó el tema: “El Peregrino”, interpretado por Adrián Guacarán. Hecho y distribuido en Venezuela por Líderes Entertainment Group bajo licencia Universal Music.

## Lista de canciones

### Lado A
1. "Zapatos de tacón alto" (canta Karina)
2. "Amargo" (canta Antonietta)
3. "Canción de la boda" (a dúo: Melissa y Guillermo Carrasco)
4. "Aprender" (canta José Alberto Mugrabi)
5. "Lo que es el amor" (canta Karina)
6. "Suave" (canta José Alberto Mugrabi)

### Lado B
1. "El amor no es un momento" (a dúo: Melissa y Guillermo Carrasco)
2. "Mi Teresa" (canta Guillermo Carrasco)
3. "Hasta nunca soledad" (a dúo: Melissa y Guillermo Carrasco)
4. "Recuerdos" (a dúo: Guillermo Dávila y Karina)
5. "Amor a granel" (canta Antonietta)
6. "Canción de la boda" (a dúo: Guillermo Dávila y Karina)
7. "Taller del orfebre" (tema central) — canta: Guillermo Dávila / Coros: Melissa, Karina, Antonietta, Guillermo Carrasco, José Alberto Mugrabi, Ana Valencia, Josefina Santisteban, Pablo Manavello, Chema Arria.

NOTA: Del tema "Canción de la boda" se decidió hacer dos versiones, la primera interpretada a dúo por Melissa y Guillermo Carrasco y, la segunda a cargo de Guillermo Dávila y Karina.

## Sencillos
1. Taller del orfebre (con su respectivo videoclip).
2. Zapatos de tacón alto.
3. Hasta nunca soledad